# (1135) Колхида
(1135) Колхида (лат. Colchis) — типичный астероид главного пояса, который принадлежит к спектральному классу X. Он был обнаружен 3 октября 1929 года русским (советским) астрономом Григорием Неуйминым в Симеизской обсерватории и назван в честь древнего государства Колхида, находившегося на территории современной Грузии, откуда родом астроном.

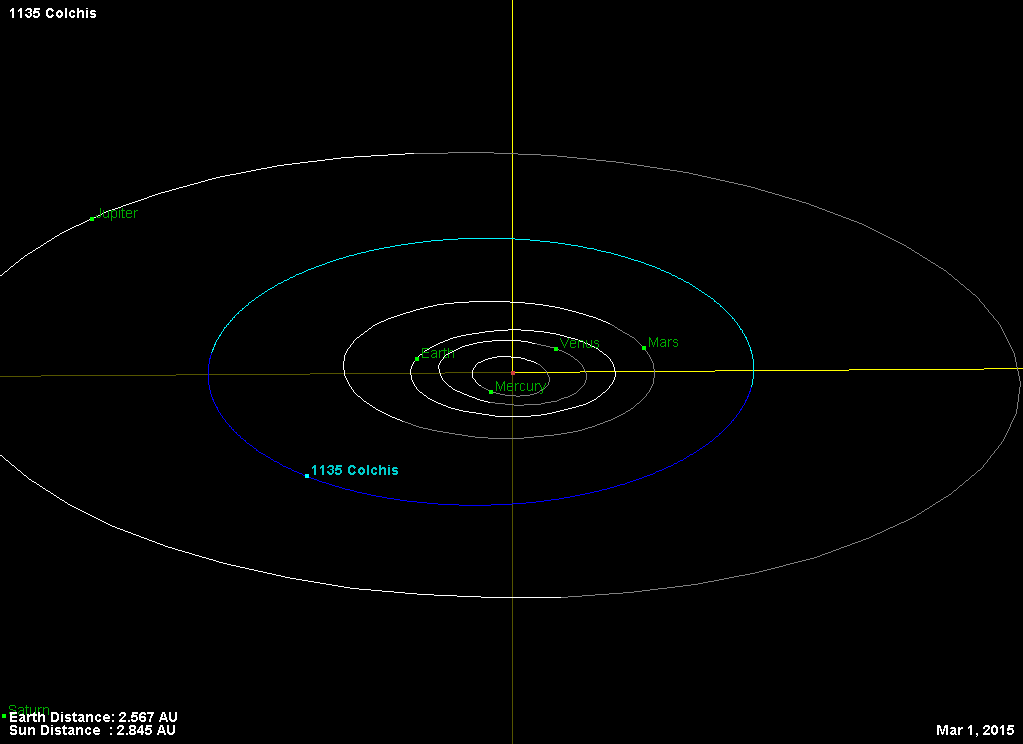
Орбита астероида Колхида и его положение в Солнечной системе